# Subandrio

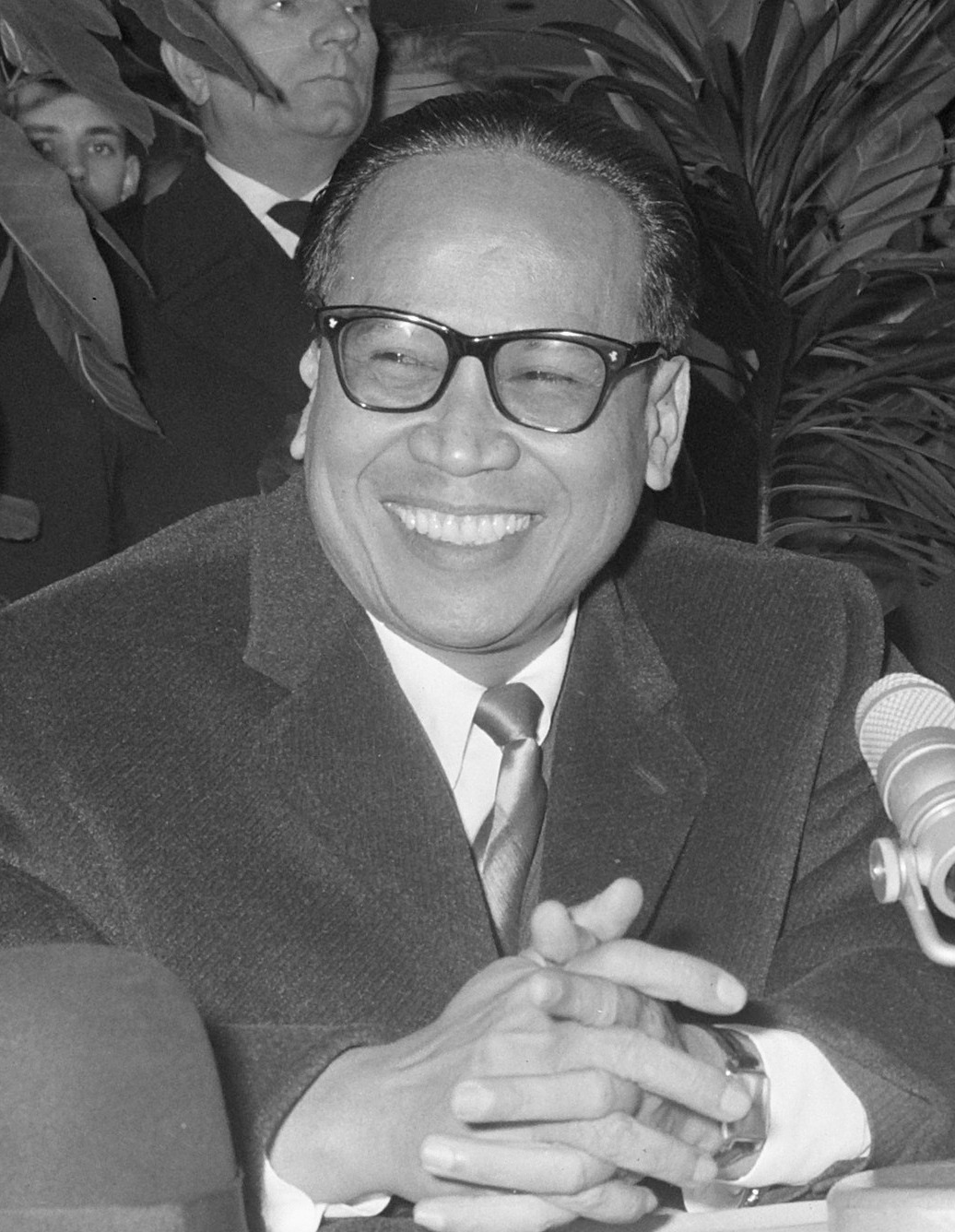
Subandrio, 1964

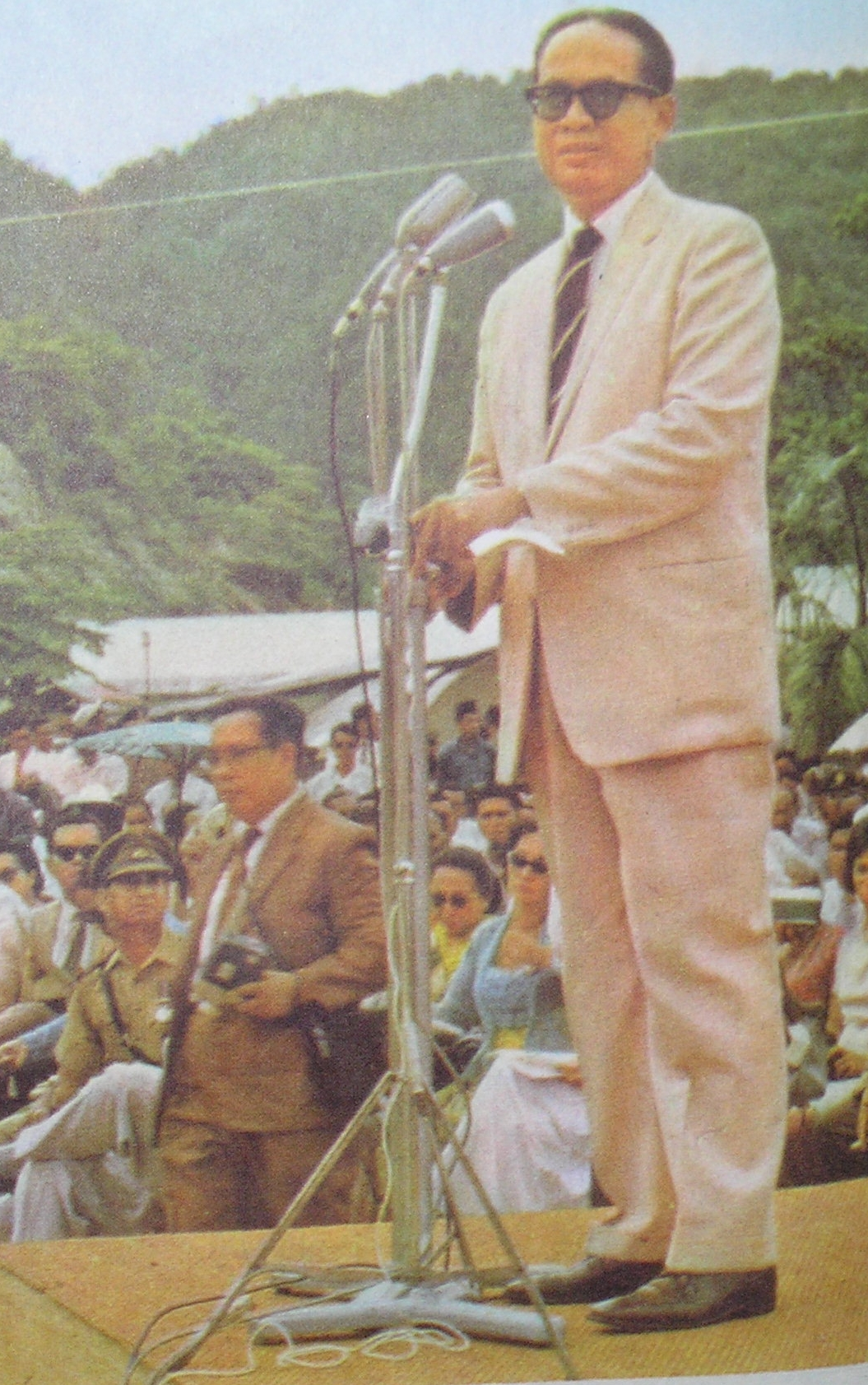
Subandrio, 1963

Subandrio (auch Soebandrio; * 15. September 1914 in Kepanjen, Ostjava; † 3. Juli 2004 in Jakarta) war indonesischer Außenminister und stellvertretender Premierminister unter Präsident Sukarno. Nach dem angeblichen Putschversuch der G30S 1965 verbrachte er 29 Jahre im Gefängnis.

## Leben
Subandrio war als Medizinstudent in der Unabhängigkeitsbewegung aktiv und während des Zweiten Weltkriegs tat er sich mit antijapanischen Widerstandskämpfern zusammen.
Nach Kriegsende 1945 wurde er Anhänger des Nationalistenführers Sukarno und als Sondergesandter nach Europa geschickt. Von 1954 bis 1956 war er Botschafter in der Sowjetunion.